# Euproctilla
Euproctilla este un gen de molii din familia Lymantriinae.